# Joan Reñé i Huguet
Joan Reñé i Huguet (Fondarella, 21 de gener de 1958) és un polític català, actualment alcalde de Fondarella. Està casat i és pare de dos fills.

## Biografia
És l'alcalde de Fondarella des de l'any 1987 i ha compaginat la dedicació política amb l'activitat privada en empreses dels sectors agrícola, ramader i agroindustrial. Actualment és un dels vicepresidents institucionals de l'Associació Catalana de Municipis.
Va ser president del Consell Comarcal del Pla d'Urgell en les legislatures 1995-1999, 2003-2007 i 2007-2011 i diputat al Parlament de Catalunya des del desembre del 2010 fins al moment d'ocupar el càrrec de president de la Diputació de Lleida.
És militant de Convergència Democràtica de Catalunya des de l'any 1991 i va ser president comarcal de Convergència Democràtica de Catalunya (CDC) del Pla d'Urgell des del 1999 fins al 2008. També és membre del Comitè Executiu Nacional de CDC des del juliol del 2008.
Reñé va ser membre de la Junta de Govern de la Comunitat General de Regants dels Canals d'Urgell des de l'any 1989 fins al 2011 i va ser president del Consorci de l'Estany d'Ivars i Vila-sana en els següents períodes: desembre 2004-juny 2005, desembre 2006-juny 2007, desembre 2008-juny 2009 i desembre 2010-juliol 2011. També va exercir de vicepresident del Consorci del Museu de l'Aigua dels Canals d'Urgell des del 2003 fins al 2011.
Va ser president de l'Institut Tècnic d'Assessorament i Gestió Integrat (ITAGI) del Pla d'Urgell des del 2003 fins al 2011 i va exercir de president del Patronat de Turisme de la Comarca del Pla d'Urgell des del 1997 al 1999 i del 2003 fins al 2011. També va ser president de l'Institut d'Estudis Comarcals del Pla d'Urgell (IECPU) des del 2008 i fins al 2011.
El 2 d'octubre de 2018 fou detingut acusat de corrupció. El fiscal investiga si Reñé i altres càrrecs de la Diputació de Lleida podrien haver ideat un presumpte sistema de cobrament de comissions a canvi d'adjudicacions. El dia 11 d'octubre i amb relació a aquesta detenció, Reñé decideix dimitir com a president de la Diputació. Rosa Maria Perelló, vicepresidenta fins aquell moment, es investida presidenta de l'ens lleidatà el 18 d'octubre de 2018.